# Armenia (Belize)
Armenia ist ein Ort im Cayo District in Belize. 2010 hatte der Ort 1395 Einwohner (2023: 2421).

## Geographie
Der Ort liegt am Nordrand der Maya Mountains, zehn Kilometer südöstlich von Belmopan. Drei Kilometer weiter im Südosten verläuft der Caves Branch. Im Osten von Armenia liegt der kleine St. Herman’s Blue Hole National Park.
Die nächstgelegenen Orte sind Belmopan im Norden, Cotton Tree, St. Matthew’s und Frank’s Eddy im Nordosten, Santa Martha im Südosten und Springfield und Agua Viva im Westen. Im Süden erstreckt sich unberührter Urwald (Sibun Forest Reserve).

## Wirtschaft und Infrastruktur

### Verkehr
Durch Armenia verläuft der Hummingbird Highway, der im Nordwesten nach Belmopan führt und im Südosten nach Dangriga an die Küste.

### Bildung
In Armenia gibt es eine Grundschule.